# 릭키 폴 골딘
리키 폴 골딘(Ricky Paull Goldin, 1965년 1월 5일 ~ )은 미국의 배우이다.
샌프란시스코에서 태어났다.

## 출연 작품
- 알파치노의 은밀한 관계 (2014년)
- 씽씽블루 (1997년)
- 하워드 쇼 (1996년)
- 페이스 (1996년)
- 패스트타임 (1991년)
- 미러 미러 (1990년)
- 열정의 람바다 (1990년)
- 고잉 오버보드 (1989년)
- 우주 생명체 블롭 (1988년)
- 피라나 2 (1981년)

### 텔레비전
- 21 점프 스트리트 (1989)
- SOS 해상 구조대 (1990, 1996)
- 더 영 앤 더 레스트리스 (1999-2000)
- 가이딩 라이트 (2001-08)
- 올 마이 칠드런 (2008-11)